# Мэннинг, Дэвид
Дэвид Мэннинг (англ. David Geoffrey Manning; род. 5 декабря 1949) — британский дипломат.
На дипломатической службе с 1972 года.
В 1990—1993 годах работал в Москве.

Я лично знаю Дэвида Мэннинга, поскольку он в течение трех с половиной или четырёх лет был политическим советником посольства Великобритании в Москве. Я неоднократно общался с ним. Это очень разумный человек, он являет собой пример классического британского дипломата, то есть человека, который служит своему премьер-министру, но для которого все-таки важнее интересы своей страны.— Алексей Пушков
В 1995—1998 годах посол Великобритании в Израиле.
В 1998—2000 годах представитель заместителя министра иностранных дел.
В 2001 году постоянный представитель Великобритании при НАТО в ранге посла.
В 2001—2003 годах внешнеполитический советник премьер-министра Тони Блэра. По некоторым утверждениям, входил в узкий круг лиц, повлиявших на принятие решения об участии Великобритании в Иракской войне.
В 2003—2007 годах посол Великобритании в США.
В начале 2011 года был назначен личным наставником Кейт Мидлтон для помощи её во время регулярных поездок за границу.
Член Совета Международного института стратегических исследований.